# Заланів
Зала́нів — село в Україні, у Рогатинській міській громаді Івано-Франківського району Івано-Франківської області.

## Географія
Через село тече річка Струга, права притока Гнилої Липи.

## Історія
30 травня 1440 року княгиня Марія Гольшанська село «Залунів» разом із селами Дички, Підкамінь у Галицькій землі подарувала своєму чоловікові — Михайлу Гольшанському.
У 1446 році прокуратором Заланова був Лучан.
У податковому реєстрі 1515 року в селі документується піп (отже, уже тоді була церква), млин і 6 ланів (близько 150 га) оброблюваної землі.
1906 року священиком Омеляном Ваньом тут були засновані, почали діяти «Заланівські курси», які стали надійною підвалиною української гімназії імені Володимира Великого в Рогатині, урочисто відкритої 15 вересня 1909.
У 1939 році в селі проживало 1250 мешканців (1110 українців, 70 латинників, 40 євреїв і 30 німців та інших національностей).
Історичний музей (посів III. місце на огляді-конкурсі музеїв історії населених пунктів області — 2015).
12 червня 2020 року, відповідно до Розпорядження Кабінету Міністрів України  № 714-р «Про визначення адміністративних центрів та затвердження територій територіальних громад Івано-Франківської області», увійшло до складу Рогатинської міської громади.
19 липня 2020 року, в результаті адміністративно-територіальної реформи та ліквідації Рогатинського району, село увійшло до складу новоутвореного Івано-Франківського району.

## Відомі люди

### Народилися
- Захарків Микола Степанович-«Скала» — кущовий провідник ОУН (1945—1948), Лицар Бронзового хреста бойової заслуги УПА
- Кирилюк Юліан Васильович — заступник командира сотні, хорунжий УПА, провідник Бібрецького надрайонного проводу ОУНР, Лицар Бронзового хреста заслуги УПА.
- Василь Іванович Мельник (1924 — 2009) — голова Рогатинської районної станиці Всеукраїнського братства вояків УПА[8].
- Микитка Осип — український військовий діяч, сотник УСС, генерал-майор УГА.
- Бжозовський Кароль — польський поет[9].